# Huizen

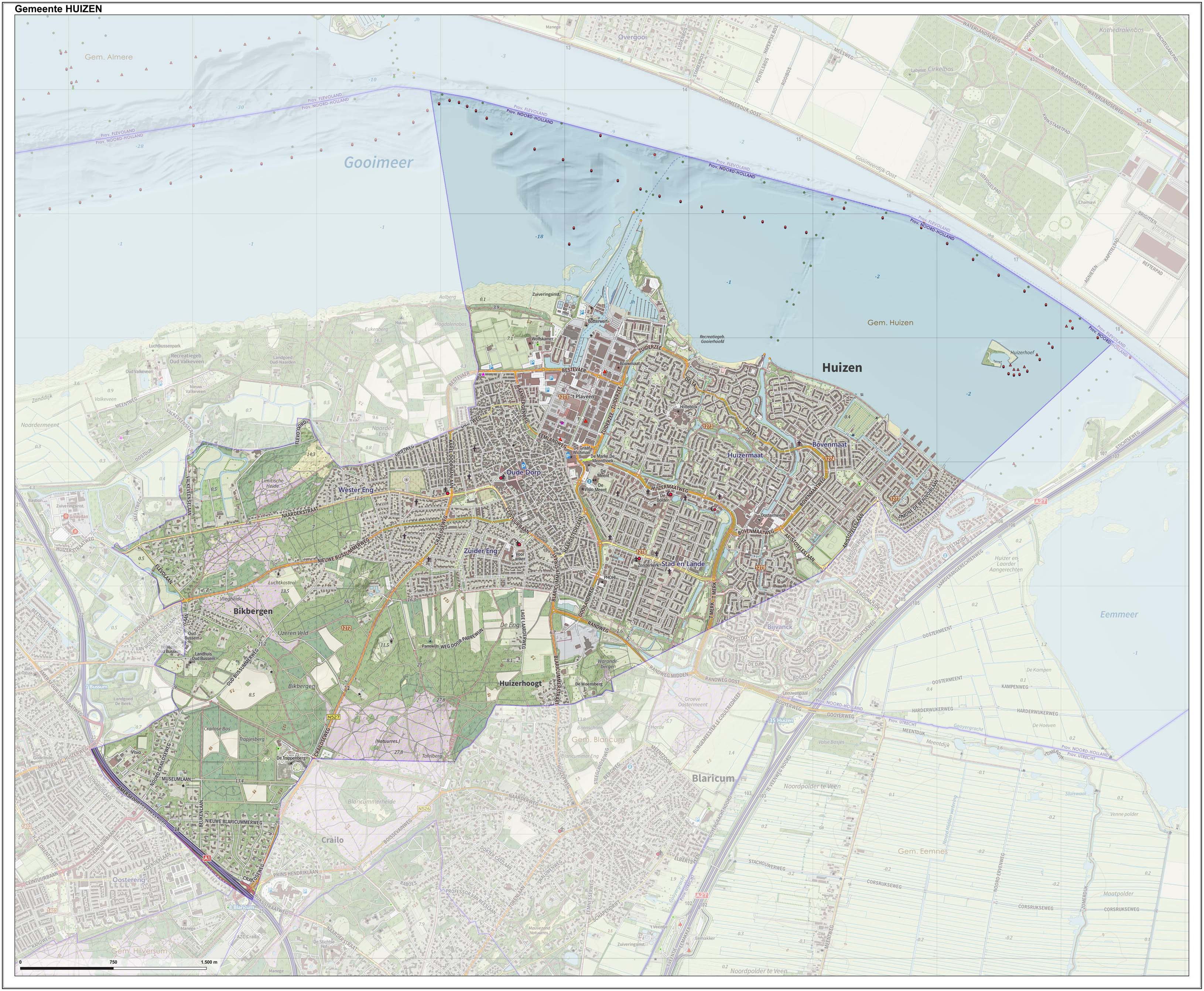
Topografische gemeentekaart van Huizen, juni 2020

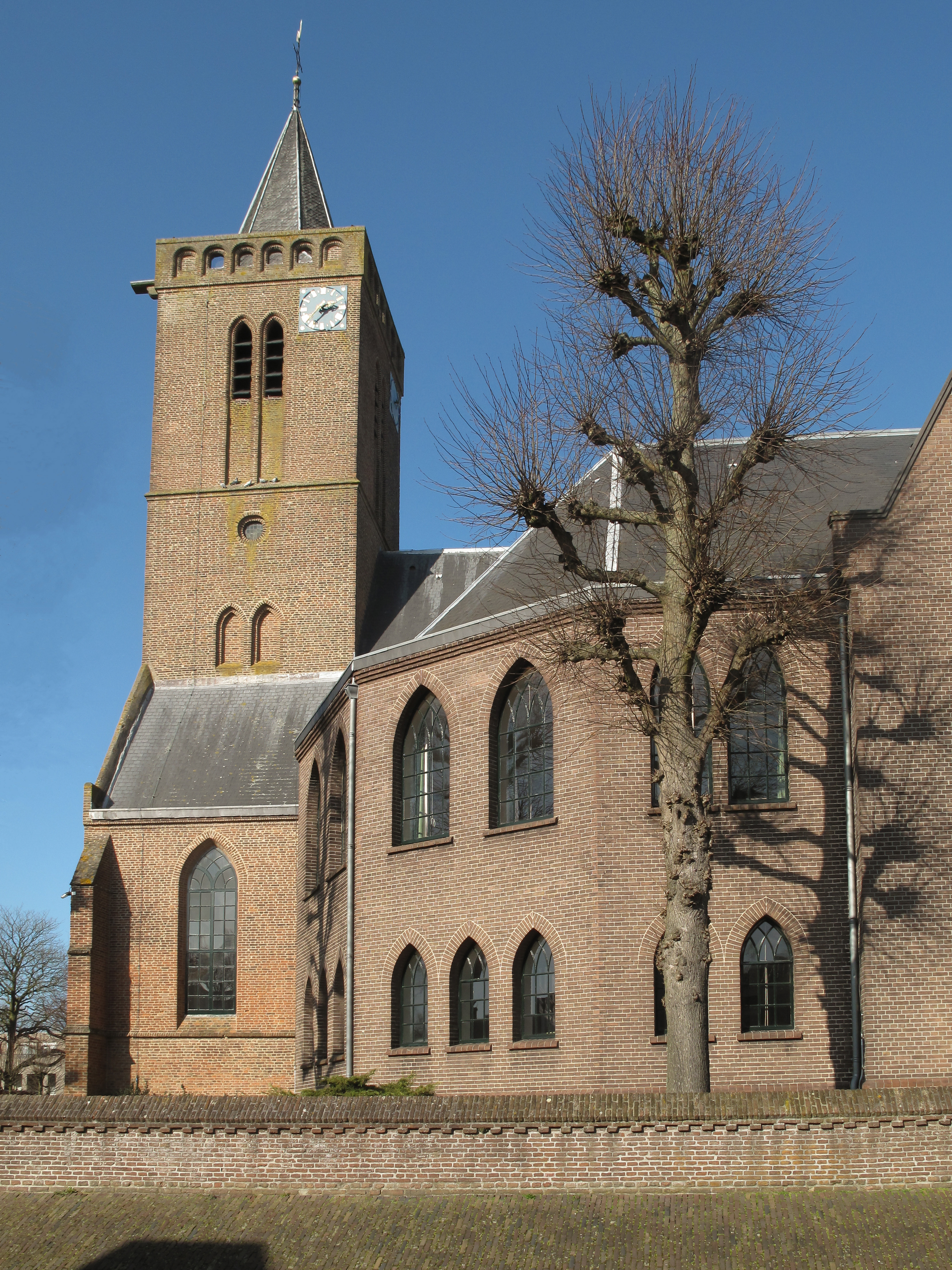
De Oude Kerk

Huizen (uitspraakⓘ) is een plaats en gemeente in de Nederlandse provincie Noord-Holland, in het Gooi. De totale gemeente telt 41.193 inwoners (22 november 2024, bron: CBS) en heeft een oppervlakte van 23,32 km² (waarvan 7,51 km² water). De plaats heeft een relatief jonge bevolking.

## Geschiedenis
Hoewel de oudste vermelding van Huizen stamt uit 1382, zou er reeds in de tiende eeuw al sprake zijn van een nederzetting.
Rond 1400 vormde het Gooi een kerspel, het Naardingerland, waaruit rond 1409 Huizen zich afscheidde. De oorspronkelijke aan St. Thomas gewijde 10e-eeuwse houten kapel aan de Kerkstraat werd toen parochiekerk. Deze kerk werd vervangen door het huidige stenen kerkgebouw, de Oude Kerk. Huizen kreeg in de 14e eeuw zijn naam, omdat het - zoals de overlevering wil - het eerste dorp was in het Gooi dat stenen huizen had. Het overwegend protestantse Huizen is de snelstgroeiende gemeente van het Gooi, met ook de snelstgroeiende bedrijvigheid.
Het dorp Huizen staat bekend als voormalig vissersdorp, hoewel pas aan het eind van de 17e eeuw de visserij een van de hoofdmiddelen van het bestaan werd. Daarvoor waren vooral landbouw en huisnijverheid belangrijke levensbronnen. Het gemeentewapen verwijst ook naar deze historie. De arme zandgronden van het Gooi hadden veel bemesting nodig en vooral de uitwerpselen van het vee, koeien en schapen, werden als mest gebruikt. Er was gemeenschappelijk gebruik van heiden en weiden (de zogenaamde meentgronden) door de boeren, de latere Erfgooiers.

### Industrie

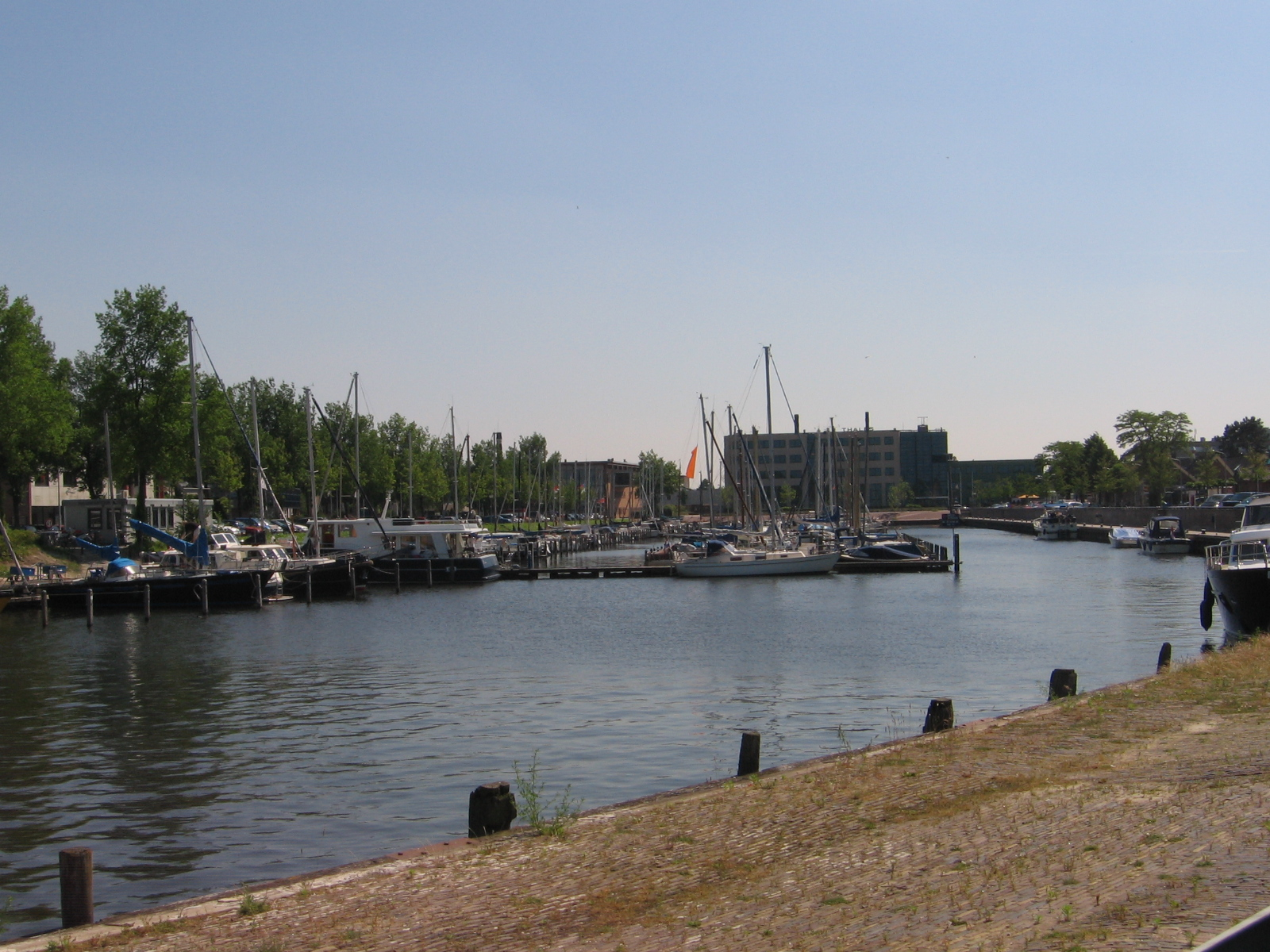
De haven van Huizen

De visserij beleefde haar bloei in de 19e eeuw, vooral ook nadat in 1854 eindelijk een haven in gebruik kon worden genomen. Ongeveer 190 botters hadden Huizen als thuishaven. De Huizers visten op de toenmalige Zuiderzee en in beperkte mate op de Noordzee. De visserij maakte ook een bloeiende visindustrie mogelijk; in het dorp Huizen stonden achttien grote visrokerijen die vooral haring tot bokking verwerkten. Deze bokking werd veelal geëxporteerd naar Duitsland. Door de omvang van de visverwerking, het grote aantal visventers en de aanverwante industrie zoals scheepswerven en mandenmakers, was Huizen in de negentiende eeuw een van de belangrijkste visserijplaatsen rond de Zuiderzee. Aan het begin van de 20e eeuw was de visserij al behoorlijk minder, als gevolg van het feit dat Duitsland de import van Hollandse bokking verbood in zijn streven naar autarkie, een vroegere vorm van autonomie. De aanleg van de Afsluitdijk gaf de genadeklap. Hierna had Huizen het moeilijk en zag het de toekomst vooral in de kaashandel. Er is nog steeds een groot aantal kaasverwerkende bedrijven te vinden, hoofdzakelijk in de exportsector.

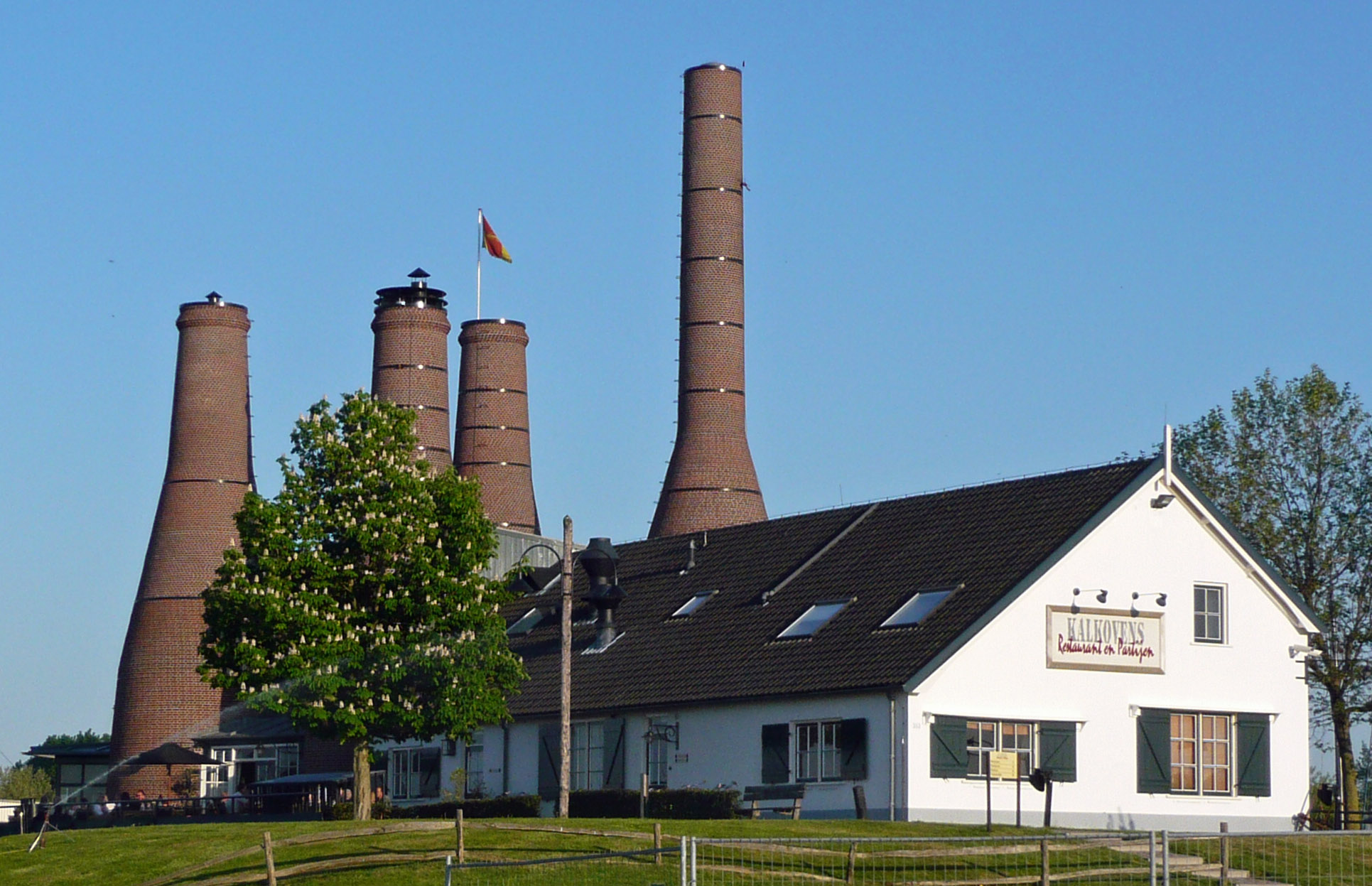
Huizer kalkovens, restaurant met daarachter de vier monumentale kalkovens

Vanwege de goede ligging van Huizen aan de Zuiderzee werd er in de 19e eeuw vier grote kalkfabrieken gebouwd, de Huizer kalkovens. Er werden schelpen volgens een bepaald procedé tot (ongebluste) kalk gebrand in grote ovens. Ook bleek er grote voorraden van kwalitatief goed zand in de bodem te zitten ten zuiden van het dorp nabij Huizerhoogt. Huizen ligt aan het eind van de Utrechtse Heuvelrug (stuwwal) en door grote voorraden van dit zand was er reden voor het ontstaan industrie voor de fabricage van kalkzandsteen. De firma Rijsbergen (nu: Xella) bouwde daar een kalkzandsteenfabriek. Vanaf 1925 had men toestemming om grootscheeps zand af te graven voor de kalkzandsteenproductie. De kalk verkreeg men van de eerder genoemde kalkovens. Het vlakke gebied aan de noordkant ervan (stadspark/woonwijk) is door afgraving ontstaan. Vanaf 1972 is geen vergunning tot afgraving meer gegeven. Het laatste zand is gebruikt voor de inrichting van het stadspark. De kalkfabriek verdween in het begin van de jaren tachtig uit het havenbeeld. De karakteristieke ovenschoorstenen zijn alle in 1989 afgebroken; enkele ervan zijn nog terug te vinden in het Zuiderzeemuseum in Enkhuizen. Op het oude landhoofd van de oude Huizer haven is er in 1997 een restaurant ('De kalkovens') gebouwd met de originele stenen van vier kalkovens die voorheen enkele honderden meters verder hun dienst hebben gedaan. Zo is een uniek stukje havenbeeld bewaard. Ook is het achterliggende fabrieksterrein naast de oude haven grotendeels verdwenen en heeft plaatst gemaakt voor woningbouw.

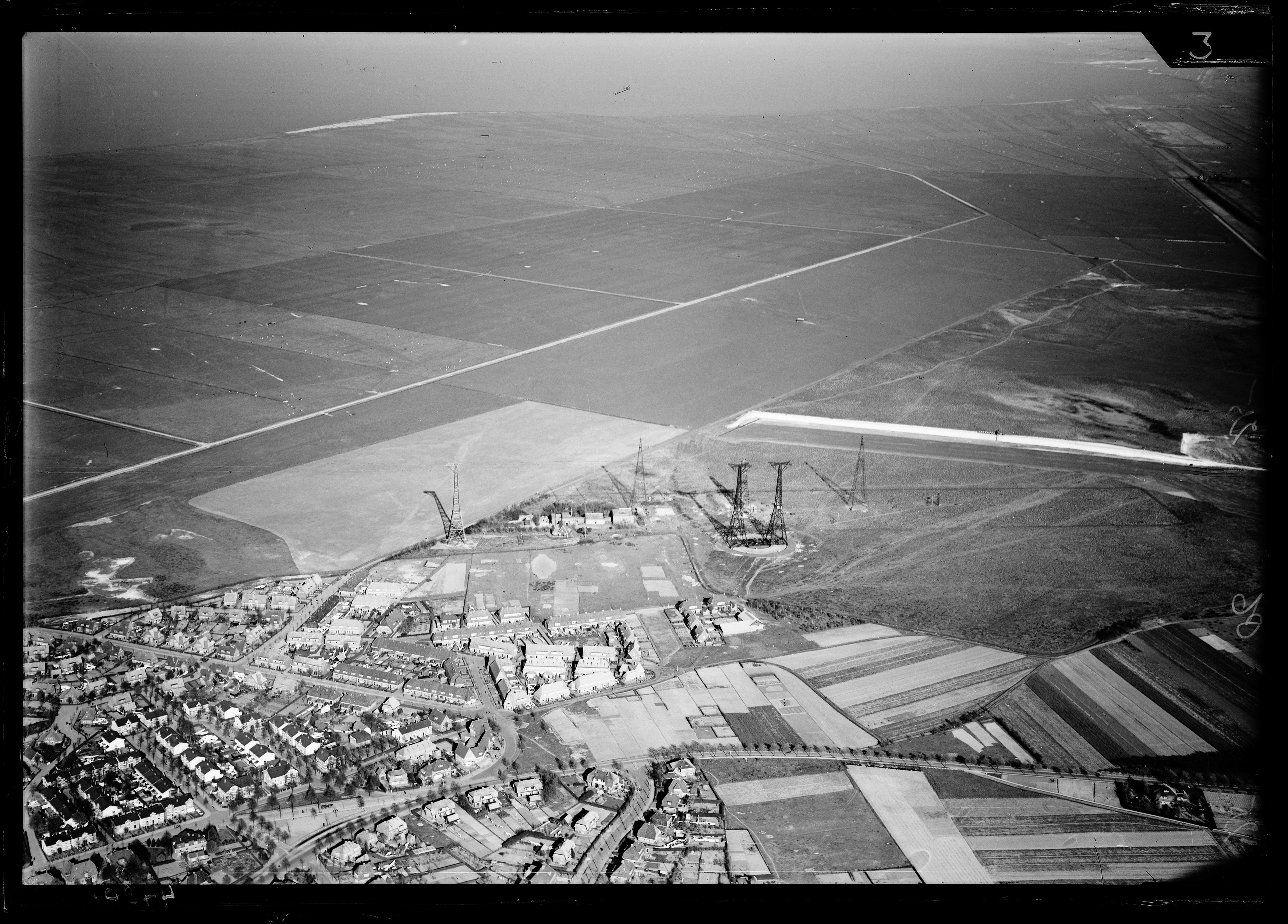
Luchtfoto van de PHOHI-antennes en omgeving (1920-1940).

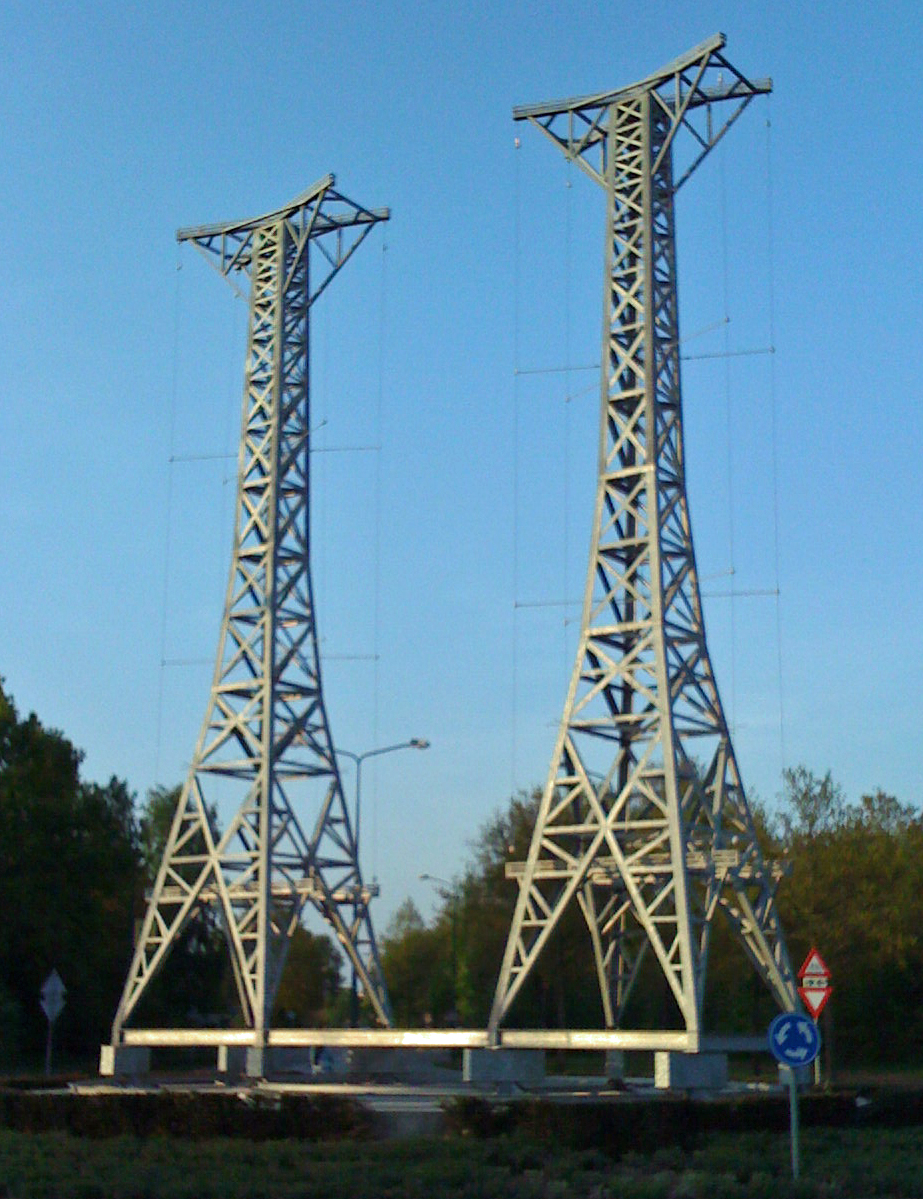
2 Replica's van PHOHI-antennes op schaal 1 op 5

In de jaren 50 vestigde Philips zich in Huizen met een grote fabriek in telecommunicatieapparatuur, maar deze werd in de jaren 80 overgenomen door AT&T en Holland Signaal. Het militaire deel ging naar Holland Signaal en het civiele deel ging naar AT&T. Holland Signaal heet inmiddels Thales Groep. Holland Signaal werkte in het verleden samen met de NSF aan communicatie- en radarapparatuur voor de Nederlandse marine. De NSF in Hilversum kon niet meer uitbreiden en vestigde zich daarom in Huizen. De keuze viel toen op Huizen vanwege het gunstige vestigingsklimaat en de aanwezigheid van soortgelijke bedrijven.
Tijdens de jaren '20 bouwde de NSF diverse zenders en zendantennes in Huizen. Vanaf 1928 vonden vanuit Huizen de uitzendingen plaats door de voorloper van de Wereldomroep. Dit was de PHOHI (Philips Omroep Holland-Indië) die met behulp van voor die tijd zeer krachtige kortegolfzenders contact onderhielden met Nederlands-Indië, dat 12.000 km verderop lag. PHOHI begon met uitzendingen in 1928. In 1937 verrees op de plek van de huidige 'Phohi-flat' (die in 1964 werd gebouwd) naast de al bestaande mast een dubbele antennemast met een unieke draaibare constructie. De eerste twee zenders werden tijdens de eerste meidagen van 1940 door de genie opgeblazen. De derde en laatste lukte niet echt en werd door de Duitsers hersteld en beschikbaar gesteld aan de Nederlandse omroepverenigingen. Maar hieraan kwam in augustus 1941 een einde toen deze verenigingen door de bezetter werden opgeheven. In 1947 ging de PHOHI over in Radio Nederland Wereldomroep en de laatste zender werd ontmanteld in 1957. De in dit gebied later ontstane 'zenderwijk' herinnert qua straatnamen en ligging nog sterk aan deze periode. De Phohiflat zou Huizen's enige flatgebouw blijven. Inmiddels zijn de meeste telecomfabrikanten verdwenen door fusies, overnames en reorganisaties.

### Religie
De inwoners van Huizen waren overwegend van protestantse gezindte. Tegenwoordig is een ruime meerderheid (6 op de 10) niet christelijk. In Huizen is 8.8% van de bevolking lid van de PKN (Protestantse Kerk in Nederland) Daarnaast zijn er zo'n tien andere protestante kerkgenootschappen; tezamen vertegenwoordigen deze 14,2%. 11,8 % van de bevolking is rooms-katholiek. Sinds 1949 is er een rooms-katholieke kerkgemeenschap. De eerste kerk, de Vituskerk werd aan de Hooghuizenweg gebouwd. De tweede kerk, de Thomaskerk, staat aan de Huizermaatweg.

### Klederdracht en dialect

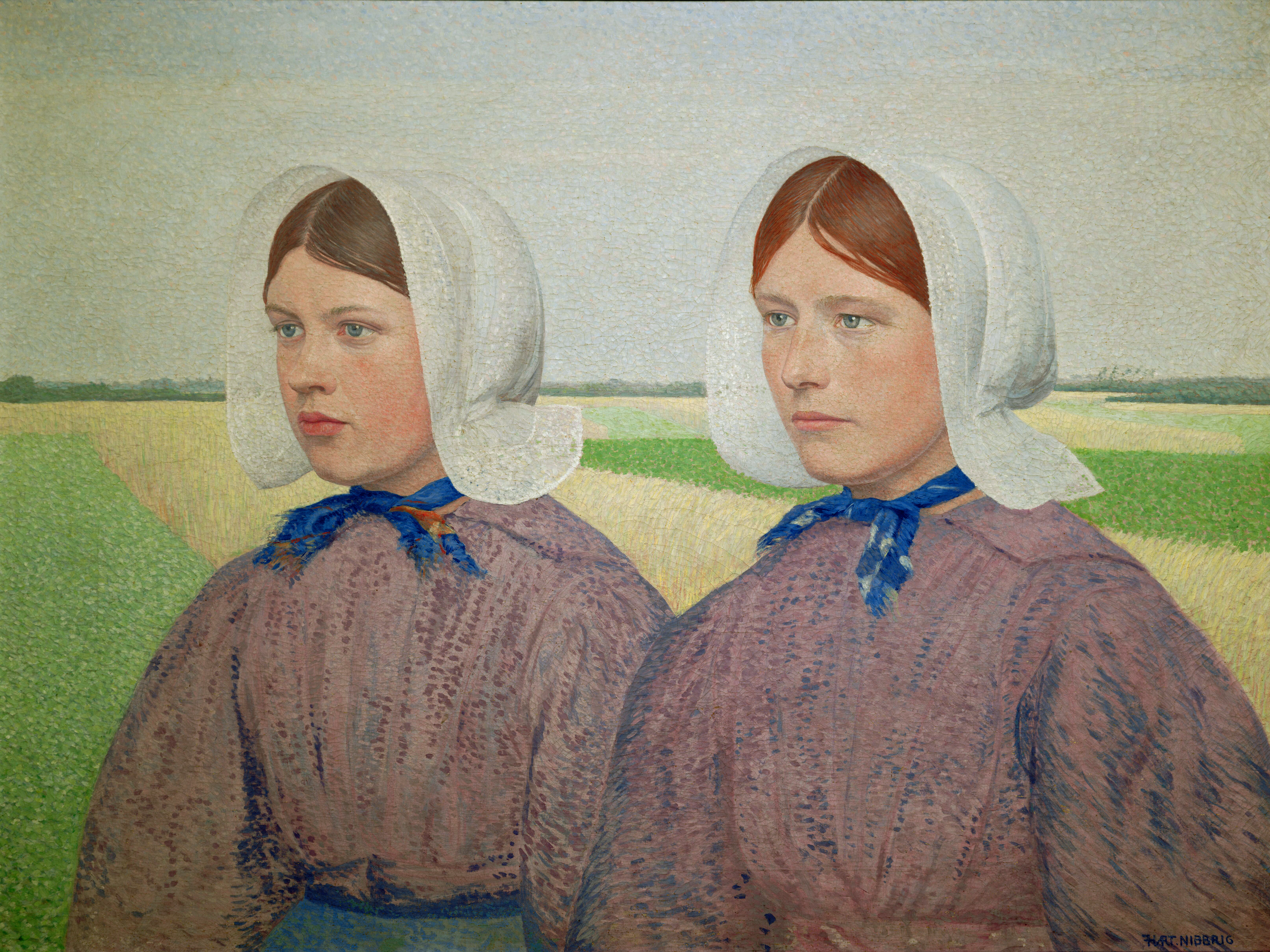
Huizer meisjes dragen de isabee (Ferdinand Hart Nibbrig)

Huizen had een zeer kenmerkende klederdracht met een grote witte oorijzer-staartmuts, die op zondag werd gedragen en vroeger ook op uitgaansdagen. De z.g. daagse muts - zonder staart en oorijzer - werd isabee genoemd. Vanaf ca. 1930 is het dragen van de Huizer klederdracht sterk verminderd, om te beginnen bij de jeugd. Tot in de jaren 90 van de 20e eeuw werd er echter nog door een paar van de alleroudste vrouwen klederdracht gedragen.
Huizen kent ook een dialect, alhoewel dit niet veel meer wordt gesproken. Het wordt nog wel gebruikt door ouderen en soms bij toneelstukken van de Huizer toneelvereniging Ontwaakt.
Een andere Huizer met de bijnaam 'Haindruk van 't Noorderainde' (Hendrik van 't Noordeinde), streefde ook voor het Huizer dialect. Zowel in schrift als taal. Zo werkte hij mee aan het boek 'de aawud vur kursaawud'. (De avond voor kerstavond).
Enkele Huizerse woorden zijn o.a.:
- Taatje = aanspreektitel voor een mannelijke inwoner
- Nenne = aanspreektitel voor een vrouwelijke inwoner
- Kaint = aanspreektitel voor een kind

### Stoomtram

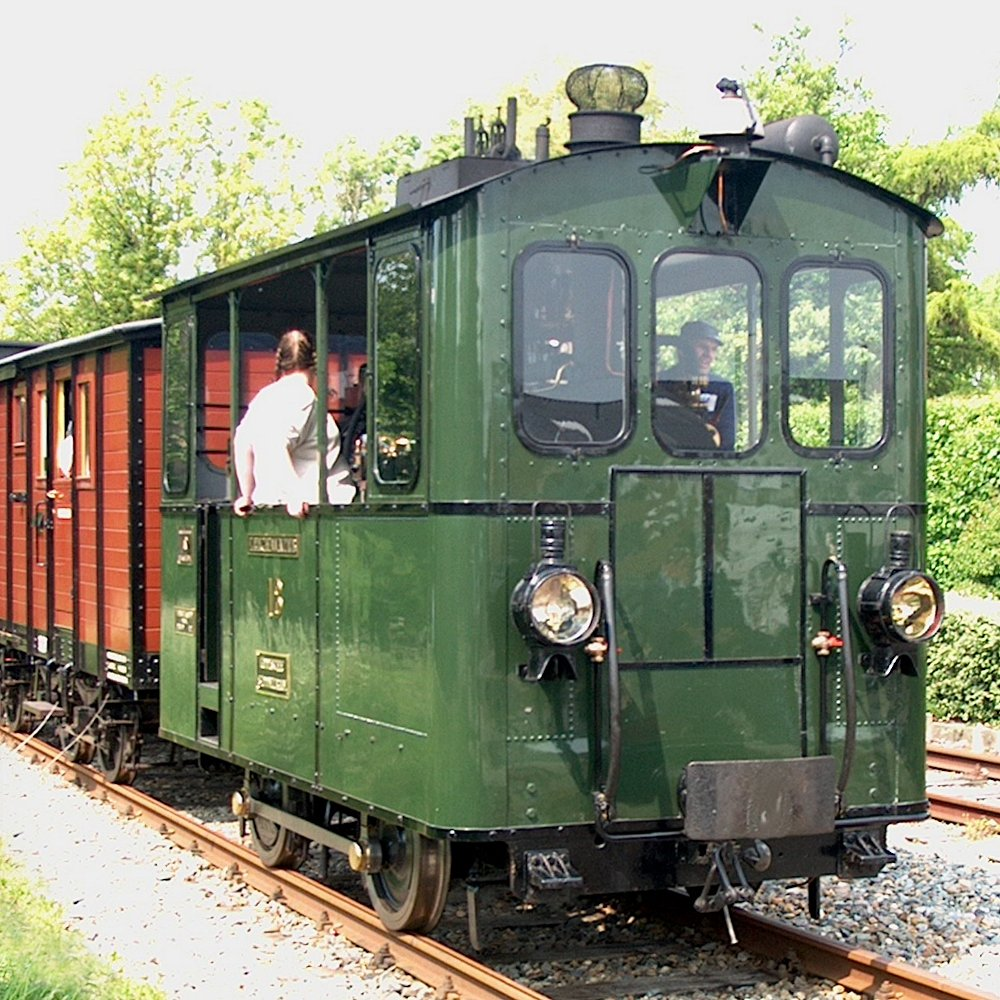
Gooische Tramloc nr. 18 bij de Museumstoomtram Hoorn-Medemblik.

Tussen 1882 en 1958 was er in Huizen een tramstation van de Stoomtramweg Maatschappij Bussum - Huizen, sinds 1917 onderdeel van de Gooische Stoomtram (in de volksmond bekend als: De Gooische Moordenaar). Ook was er en verbinding van Huizen via Blaricum en Laren naar Hilversum. Van 1925 tot 1940 was er ook motortractie. De dienst naar Hilversum werd opgeheven in 1947. Tot 1958 vond er alleen nog goederenverkeer naar Bussum plaats met dieseltractie.

### Het Huizer Melkmeisje
In Huizen staat sinds 2012 een beeld op betonnen sokkel van het 'Het Huizer Melkmeisje' van kunstenaar Berry Holslag. Het melkmeisje is ook te vinden is in het gemeentewapen. Om de gemeente op de toeristische kaart te zetten werd in 2010 een schrijfwedstrijd uitgeschreven die gewonnen werd door Jaap Teeuwissen die een verzonnen verhaal schreef als "nieuwe legende" over een gierige boer die zijn melk liever in de put gooide dan te delen met arme mensen. Hij verdwijnt uiteindelijk door verdrinking in zijn eigen put na geraakt te zijn door de bliksem. Uit de put verschijnt het melkmeisje dat ongezien melk gaat uitdelen aan de armen en dat zou doen tot de dag van vandaag zodat soms nog steeds mensen flessen melk voor hun deur vinden en een vreemde schim zien. Over het beeld was in de gemeenteraad discussie omdat het niet overeenstemde met de historische betekenis en herkomst van het gemeentewapen en het uiterlijk niet klopte met dat van een historisch correcte weergave van een melkvrouw en tevens het juk ontbrak. Het gemeentebestuur wilde echter vanuit toerisme- en marketingoverwegingen toch dit nieuwe verhaal en het bijbehorende beeld promoten.

### Bebouwing
Door de jaren heen heeft Huizen enorme veranderingen ondergaan. Waar het in begin alleen bekendstond als een vissers- en boerendorp, werd sinds het einde van de 19e eeuw Huizen langzaam gevormd tot wat het nu is.
In het begin waren het vooral villawijken die in de bosrijke omgeving van Huizen werden gebouwd voor de forenzen uit Amsterdam. Na de oorlog begint de uitbreiding grote vormen aan te nemen, zo werd Huizen in 1967 aangewezen als Gooise groeikern en werd de Oostermeent bebouwd. In 1995 werd het laatste bouwproject gestart: het 'Vierde Kwadrant'. Opvallend zijn de 'Piramide' woningen en de 'Sfinxwoningen' langs het Gooimeer.

### Molukse gemeenschap
Toen in 1950, op dienstbevel van de Nederlandse overheid, de manschappen van het KNIL, waartoe veel Zuid-Molukkers behoorden, met hun gezinnen naar Nederland werden overgebracht, werd een deel van hen gehuisvest in houten barakken van het voormalig Duitse Kamp Almere in het zuiden van de gemeente. De naam van het kamp werd gewijzigd in Woonoord Almere. Naarmate duidelijk werd dat hun verblijf in Nederland niet, zoals eerst werd aangenomen, slechts tijdelijk was, en het idee van de regering de Molukse gemeenschap terug te laten keren naar hun geboortegrond niet mogelijk was, werd in overleg met de Molukse gemeenschap in Huizen (Maluku Huizen) besloten hen een vaste huisvesting binnen de bebouwde kom te bieden. Hierdoor ontstond in eerste instantie een Molukse wijk, maar de tweede en derde generatie Molukkers raakten steeds meer ingeburgerd en zijn volledig geassimileerd in de bevolking van Huizen. De laatste familie uit het kamp vertrok in 1972. Hierna is het kamp gesloten, zijn de barakken afgebroken en is het terrein aan de natuur teruggeven. Alleen een elektriciteitshuisje van het PEN is blijven staan en er is een gedenkteken vanuit de Molukse gemeenschap geplaatst.

### Voorbeeld in energiebesparing
De gemeente Huizen had als eerste Nederlandse gemeente in 2016 alle openbare verlichting vervangen door led-verlichting. Hiermee was Huizen een voorbeeld voor andere overheden energiebesparende maatregelen te treffen en deze in datzelfde jaar op de Nationale Klimaattop in Rotterdam naar concrete acties in Nederland van het Klimaatakkoord van Parijs te vertalen.

### Koopzondagen
Het is na de gemeenteraadsverkiezingen van 2018 gelukt om de koopzondag mogelijk te maken in Huizen. Hierdoor was Huizen als laatste gemeente in heel Noord-Holland die de koopzondag daadwerkelijk invoerde. Hierdoor is de provincie Noord-Holland de eerste provincie van Nederland waar in elke gemeente koopzondagen zijn. De koopzondagen gingen medio 2018 van kracht. De winkels mogen op zondag van 12:00 uur tot 18:00 uur open zijn en bevoorrading van de winkels op de zondag dient dan tussen 12:00 uur en 18:00 uur plaats te vinden.

## Bezienswaardigheden
In de gemeente bevinden zich onder andere de volgende bezienswaardigheden.
- De Tafelberg
- De Nederlands Hervormde kerk
- Woning 'Dutch Mountain', een ultrazuinige villa.
- Het Tolhuisje aan de Naarderstraat.
- Huizer Museum Het Schoutenhuis

### Monumenten
In Huizen bevinden zich diverse rijksmonumenten, gemeentelijke monumenten, en oorlogsmonumenten, zie:
- Lijst van rijksmonumenten in Huizen
- Huizer kalkovens, het enige provinciale monument
- Lijst van gemeentelijke monumenten in Huizen
- Lijst van oorlogsmonumenten in Huizen

### Kunst in de openbare ruimte
In de gemeente Huizen zijn diverse beelden, sculpturen en objecten geplaatst in de openbare ruimte, zie:
- Lijst van beelden in Huizen

## Bestuur

### Gemeenteraad
De gemeenteraad van Huizen bestaat uit 27 zetels. Hieronder staat de samenstelling van de gemeenteraad vanaf 1994:
| Partij               | 1994 | 1998 | 2002 | 2006 | 2010 | 2014 | 2018 | 2022 |
| -------------------- | ---- | ---- | ---- | ---- | ---- | ---- | ---- | ---- |
| VVD                  | 7    | 7    | 6    | 6    | 7    | 5    | 6    | 5    |
| Leefbaar Huizen**    | -    | 1    | 4    | 2    | 2    | 2    | 3    | 4    |
| Dorpsbelangen Huizen | -    | -    | 1    | 2    | 2    | 3    | 3    | 4    |
| CDA                  | 5    | 5    | 5    | 5    | 4    | 5    | 3    | 3    |
| D66                  | 5    | 3    | 2    | 1    | 3    | 4    | 3    | 3    |
| GroenLinks           | 3    | 3    | 3    | 3    | 3    | 2    | 3    | 2    |
| PvdA                 | 3    | 4    | 3    | 5    | 3    | 3    | 3    | 2    |
| ChristenUnie*        | 3    | 3    | 2    | 2    | 2    | 2    | 2    | 2    |
| SGP                  | 1    | 1    | 1    | 1    | 1    | 1    | 1    | 1    |
| Transparant Huizen   | -    | -    | -    | -    | -    | -    | -    | 1    |
| Totaal               | 27   | 27   | 27   | 27   | 27   | 27   | 27   | 27   |

* De ChristenUnie werd in 1994 en 1998 vertegenwoordigd door haar voorgangers het GPV en de RPF.
** Leefbaar Huizen deed in 1998 mee onder de naam Huizen2000

### College van B&W
Sinds 13 november 2019 is Niek Meijer burgemeester van Huizen. De coalitie bestaat in de periode 2022-2026 uit VVD, Leefbaar Huizen, CDA en D66. Het college van burgemeester en wethouders bestaat naast de burgemeester en de gemeentesecretaris uit vier wethouders, elk één van bovengenoemde coalitiepartijen.

## Media

### Radio en televisie
De gemeente Huizen heeft zelf een lokale omroep, 6FM. Voorheen heette deze lokale omroep Radio Phohi. Voor meer informatie over Phohi zie de sectie #Industrie.

### Dag- en weekbladen
Het regionale dagblad in Huizen is De Gooi- en Eemlander. Huizen kende van 1914 tot 2019 het weekblad Huizer Courant. Dan zijn er nog drie gratis wekelijkse huis-aan-huisbladen: Het Nieuwsblad voor Huizen, de Woonbode en HuizerNieuws.

## Buurtschappen en wijken binnen de gemeente
Buurtschappen
- Bikbergen
- Crailo
- Huizerhoogt
- Valkeveen

Wijken en onderverdeling
- Oude Dorp
  - De Noord
  - De Zuid
- Westereng
- Buitenwijken
  - Flevo
  - Bikbergen
  - Crailo
- Erica en Tafelberg
  - Thames
  - IJzerenveld
  - Parrewijn
  - Tafelberger Heide
  - Rijsbergen
  - Huizerhoogt
- Staatslieden en Componistenbuurt
  - Sijsjesberg
  - Zuidereng
- Havengebied
  - Gooierhoofd
  - Wolfskamer
  - Industriewijk 't Plaveen
- Zenderwijk en Bovenweg
  - Bovenweg
  - Zenderwijk
- Stad en Lande
- Huizermaat
  - Huizermaat West
  - Huizermaat Zuid
- Huizermaat Noord
- Bijvanck
  - Bijvanck Noord
  - Bijvanck West
- Bovenmaten
  - Bovenmaat Noord
  - Bovenmaat West
  - Bovenmaat Oost
- Hogemaat (Vierde Kwadrant)
  - Filosofenbuurt
  - De Tuit

## Aangrenzende gemeenten
| Aangrenzende gemeenten | Aangrenzende gemeenten | Aangrenzende gemeenten | Aangrenzende gemeenten | Aangrenzende gemeenten |
| ---------------------- | ---------------------- | ---------------------- | ---------------------- | ---------------------- |
|                        |                        | Almere (Fl)            |                        |                        |
|                        |                        |                        |                        |                        |
| Gooise Meren           | Blaricum               |                        |                        |                        |
|                        |                        |                        |                        |                        |
|                        |                        | Hilversum              |                        |                        |

## Verkeer en vervoer
Huizen is met de auto bereikbaar vanaf de snelweg via de afslag "Blaricum/Huizen" op de A1, vanaf de A1 loopt de provinciale weg 527 naar Huizen. Ook is Huizen bereikbaar via de afslag "Huizen/Blaricum" via A27.
Vanaf Huizen rijden diverse buslijnen, die het dorp verbinden met de treinstations van Hilversum en Bussum, voor treinen richting Amsterdam, Utrecht en Amersfoort. Zo loopt er een verbinding van Hilversum (via Huizen) naar Bussum en is Huizen via aparte lijnen met deze plaatsen verbonden. Er zijn buslijnen tussen Huizen en Hilversum, twee buslijnen naar Amsterdam en een buslijn naar Utrecht in de spits. Al deze lijnen worden door busbedrijf Transdev verzorgd en komen bij elkaar bij Huizen Busstation.
Tot september 2006 was er ook nog een openbaar-vervoer-te-waterverbinding tussen Almere Haven en Huizen, genaamd de Aqualiner.

## Sport en recreatie

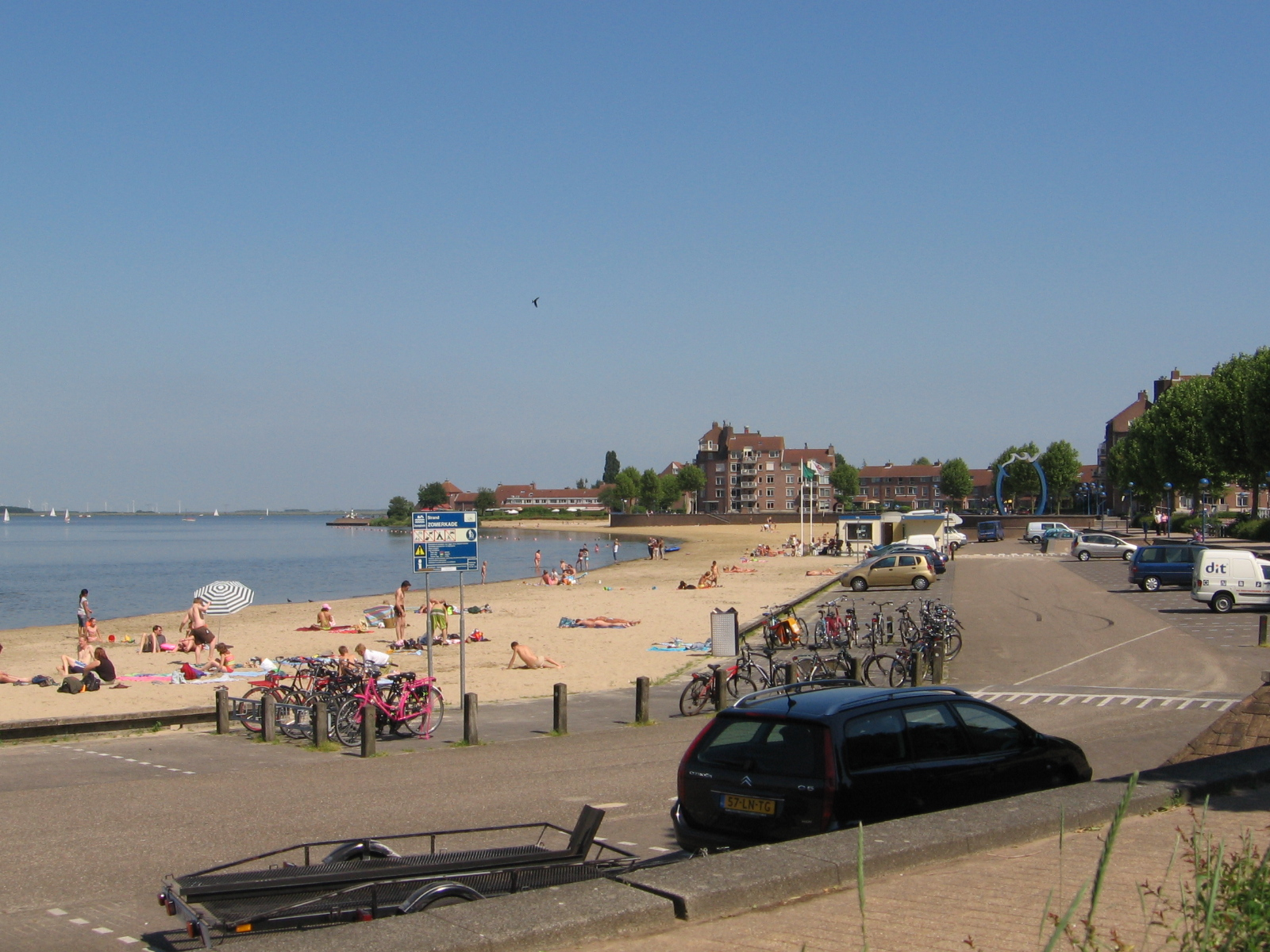
Gooimeerstrand

Binnen de gemeente zijn er diverse mogelijkheden voor sport en recreatie. Zo biedt het sportpark De Wolfskamer plaats aan de voetbalclubs SV Huizen en HSV De Zuidvogels. Deze twee voetbalclubs kennen veel rivaliteit. Tijdens de derby's tussen de clubs zijn de tribunes en alles om het veld vol en gaat het op het veld er niet zonder slag of stoot aan toe. Verder is de skiclub Wolfskamer sinds 1976 op het sportpark gevestigd, waar op een eigen borstelbaan het skiën kan worden beoefend. Deze is de grootste van Nederland. Huizen heeft ook een honkbalvereniging. BSV Zuidvogels.
Op het gebied van overige recreatie zijn er diverse mogelijkheden in de bossen en heide rondom Huizen. In de bossen is een van de oudste openluchtzwembaden van 't Gooi gevestigd, te weten: 'Zwembad de Sijsjesberg'. Dit zwembad werd opengesteld in 1953 en beschikt over een officieel 50 meterbad. Aangezien Huizen aan het Gooimeer ligt heeft het meerdere jachthavens waar kan worden aangemeerd. Rond het Gooimeer biedt Huizen de meeste ligplaatsen aan. Ook heeft de gemeente Huizen een eigen strand aan het Gooimeer van waaruit o.a. gesurft kan worden. Dit strand was al aanwezig voordat de hele wijk, de Oostermeent eromheen was gebouwd; het strand was erg populair onder surfers vanwege de vergaande ondiepte van het water. Daarom heet dit strand in de volksmond het 'surfstrandje'. Het strand en het Gooimeer worden beveiligd door de Huizer Reddingsbrigade en de KNRM, station Huizen.
Verder heeft Huizen drie scoutingverenigingen: Scouting Montgomery, Scouting Flevo en Scouting Vasanta.

## Bekende personen
- Jan Rebel (1885-1961), architect
- Karel Wunnink (1906-1973), theaterdirecteur
- Aafje Heynis (1924-2015), zangeres
- Willem Oltmans (1925-2004), journalist en schrijver
- Sylvia de Leur (1933-2006), actrice
- Donald de Marcas (1933-2023), nieuwslezer, presentator
- Sonja Bernd't (1938-2023), zangeres, sieradenmaakster
- Willem de Ridder (1939-2022), kunstenaar en radiomaker
- Bertus van Effrink (1944-2015), voetballer
- Frits Veerman (1944-2021), klokkenluider
- Johnny Manuhutu (1948), zanger, oprichter en bandleider van Massada
- Henk Apotheker (1956), acteur, scenarioschrijver en schrijver
- Aart Zeeman (1956), journalist en presentator
- Janny Bakker (1960), politica en oud-wethouder
- Christa Rosier (1960-2011), televisiepresentator, schilder en auteur
- Henry Meijdam (1961), politicus
- Eric Vloeimans (1963), trompettist
- Marisa van Eyle (1964), actrice
- Pieter van Ede (1965), hockeyer
- Eddy van Wessel (1965), fotograaf
- Lizemijn Libgott (1980), stemactrice, zangeres, (tekenfilm)animator.
- Menno Geelen (1982), sportbestuurder
- Femke Merel van Kooten-Arissen (1983), politicus
- Dolf van der Wal (1987), snowboarder
- Rachel Rosier (1990), presentatrice
- Frédérique Matla (1996), hockeyer
- Joey Houweling (2000), voetballer